# Stazione di Cascia-Serravalle
Stazione di Cascia-Serravalle vasútállomás Olaszországban, Umbria régióban, Cascia településen.

## Vasútvonalak
Az állomást az alábbi vasútvonalak érintik:
- Spoleto-Norcia-vasútvonal

## Kapcsolódó állomások
A vasútállomáshoz az alábbi állomások vannak a legközelebb: 